# Mano Suave
Mano Suave – trzeci album studyjny izraelskiej piosenkarki Jasmin Lewi. Wydawnictwo ukazało się 22 października 2007 roku nakładem MRA Records. Utwory na albumie wykonywane są w języku ladino.

## Lista utworów
Opracowano na podstawie materiału źródłowego.
1. „Irme Kero” (utwór tradycyjny) - 4:44
2. „Mano Suave” (utwór tradycyjny) - 5:27
3. „Adio Kerida” (utwór tradycyjny) - 3:42
4. „Una Noche Mas” (Yasmin Levy) - 4:54
5. „Nani Nani” (utwór tradycyjny) - 4:26
6. „Komo La Roza” (utwór tradycyjny) - 4:02
7. „Si Veriash” (utwór tradycyjny) - 3:21
8. „Mal de l'Amor” (Yasmin Levy) - 4:29
9. „Por La Mia” (Yasmin Levy) - 4:45
10. „Una Ora” (utwór tradycyjny) - 3:32
11. „Perdono” (Yasmin Levy) - 4:01
12. „Odecha” (Yasmin Levy) - 5:32